# Elmohardyia doelloi
Elmohardyia doelloi är en tvåvingeart som först beskrevs av Shannon 1927.  Elmohardyia doelloi ingår i släktet Elmohardyia och familjen ögonflugor. Inga underarter finns listade i Catalogue of Life.